# Sultanat de Rafai
El sultanat de Rafai és el nom convencional que es dona als dominis del comerciant d'esclaus zande Rafai.Inicialment fou el regne del Chinko.
Vers el 1800 existia a la conca del riu Chinko un regne de l'ètnia bandia (a vegades banda) fundat per Kassanga, un possible senyor de la guerra que va conquistar la zona; el va succeir Tossi (vers 1810). Els bandia i els zande poblaven aquest regne. Cap a mitjan segle apareix com a cap Sangou i després Bayangi (o Baingui) que era el reietó vers 1875. Bayangi va fer aliança amb el mercader sudanès Az-Zubayr Rahma Mansur al que va confiar el seu fill Rafai. Capturat Zubayr pels egipcis el seu fill Sulayman es va revoltar; Rafai el va acabar traint i es va posar al servei de Romulo Gessi, un militar italià al servei d'Egipte, enviat a la zona pel governador del Sudan, el famós Gordon Paixà. Gessi el va nomenar vers 1880 al front del regne del seu pare, no s'especifica si en una successió regular o imposant-lo.
Rafai va abandonar la zona entre els rius Chinko i Moi a causa de la penetració dels mahdistes del Sudan i es va dirigir al sud, i vers el 1888 va fundar un campament que va portar el seu nom prop de la riba del Ubangui, al costat del campament d'un altre mercader d'esclaus i cap zande, Jabir; a causa de la guerra entre ambdós, Rafai es va desplaçar des del sud del riu Mbmou a la riba nord d'aquest riu i va establir el seu campament en el que va acabar esdevenint la ciutat de Rafai. Rafai va comerciar sobretot amb els agents de l'Estat Lliure del Congo i després del francesos. El 15 de juny de 1900 va morir enverinat. El va succeir Hetman que el 31 de març de 1909 va haver de signar un tractat amb el governador frances Merwat, acceptant el protectorat francès. A la mort de Hetman el 1939 els francesos van aturar la successió. Fou nomenat alcalde Auguste Fatrane, nascut a la ciutat el 1907, i que fou membre de l'Assemblea Nacional del 1964 al 1966.